# 康泰
康泰（法語：Canté，法語發音：[kɑ̃te]）是法国阿列日省的一个市镇，位于该省北部，属于帕米耶区。

## 地理
康泰（43°15'17"N, 1°31'54"E）面积9.8 平方千米，位于法国奧克西塔尼大區阿列日省，该省份为法国西南部内陆省份，西部和北部与上加龙省接壤，东临奥德省，东南至东比利牛斯省接壤，南与安道尔和西班牙接壤。
与康泰接壤的市镇（或旧市镇、城区）包括：布里、拉巴蒂、萨韦尔丹、桑特加贝勒、加亚克图尔扎、马尔利亚克。

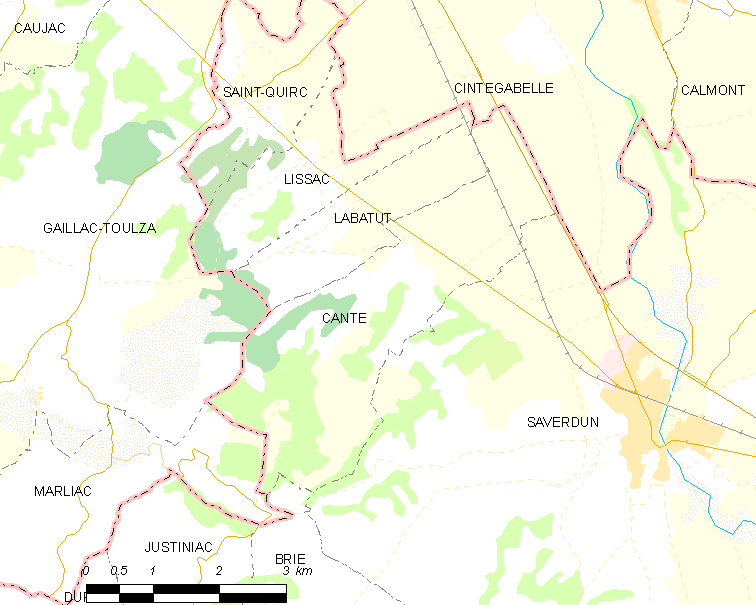
康泰的OSM定位图

康泰的时区为UTC+01:00、UTC+02:00（夏令时）。

## 行政
康泰的邮政编码为09700，INSEE市镇编码为09076。

## 政治
康泰所属的省级选区为阿列日之门县。

## 人口

1962-2008年间康泰人口变化图示

康泰于2022年1月1日时的人口数量为212人。